# Charles Lapicque

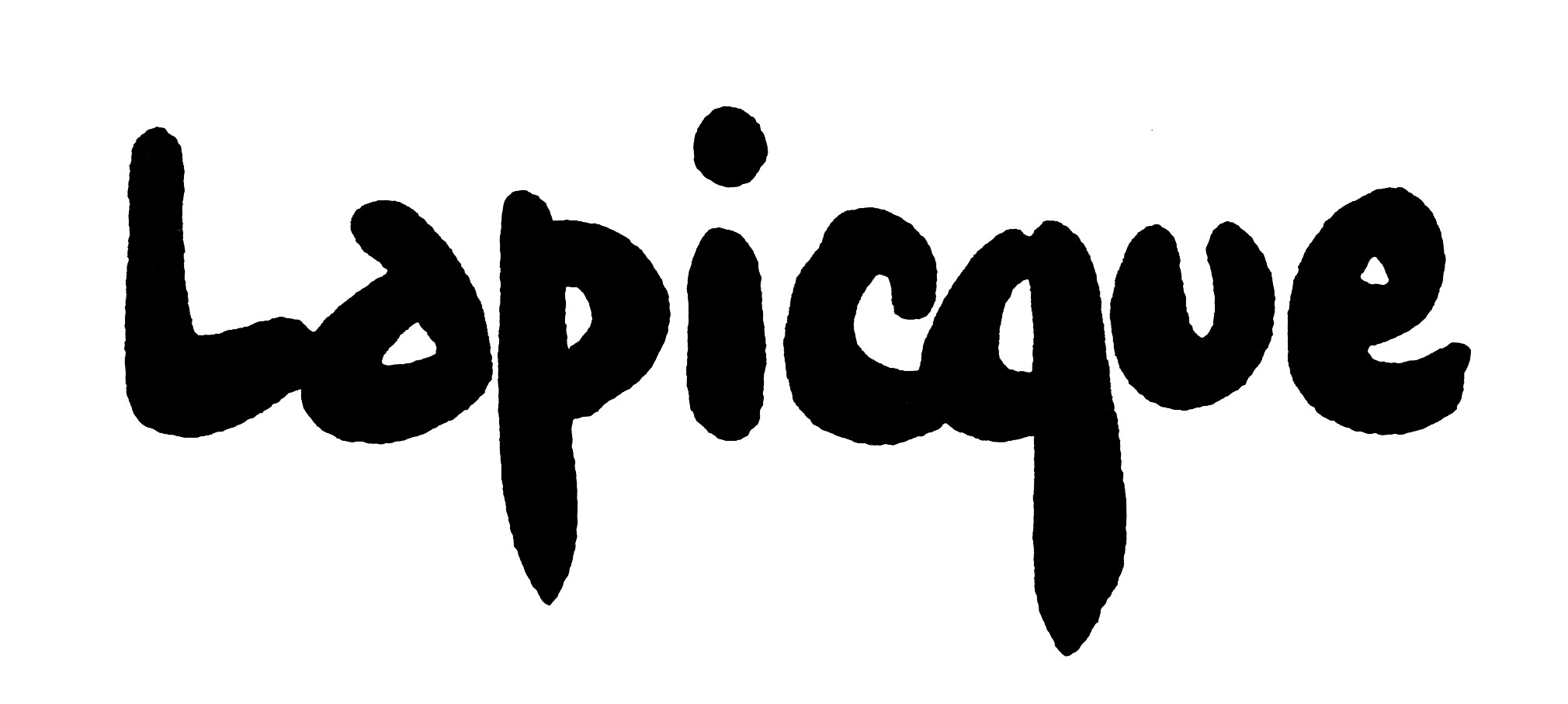
Handtekening van Lapicque

Charles Lapicque (1898-1988) was een Frans schilder en ingenieur.

## Jeugd en militaire dienst
Charles Lapicque werd op 6 oktober 1898 geboren in Theizé. Hij werd opgevoed door zijn oom Louis Lapicque, hoogleraar fysiologie in Parijs. Zijn jeugd bracht hij door in Épinal. Van 1909 tot 1917 woonde hij in Parijs en volgde daar voortgezet onderwijs. In die periode nam hij ook teken- en muzieklessen. Van 1917-1919 vervulde hij zijn militaire dienstplicht bij de veldartillerie. Dat betekende een dagelijkse omgang met paarden. Deze ervaringen zijn later in zijn schilderijen terug te vinden.

## 1919-1939
Tussen 1919 en 1920 studeerde hij aan de École Centrale in Parijs. Na zijn afstuderen werkte hij als ingenieur bij de aanleg van hoogspanningsleidingen in de omgeving van Lisieux. In 1920 huwde hij Aline Perrin, dochter van Jean Perrin, Nobelprijswinnaar in 1926. Vanaf 1924 werkte hij in Parijs.
In 1928 besloot hij zich geheel aan de schilderkunst te wijden. Hij bezocht met grote regelmaat exposities in musea en galerieën en raakte zo goed op de hoogte van de heersende kunststromingen waaronder met name het kubisme. Zijn in 1925 geschilderde ‘Hommage à Palestrina’ toont als het ware de kubistische verwerking van zijn muziekervaringen. In 1929 had hij zijn eerste expositie in de galerie Jeanne Bucher. Overigens kan niet al het werk uit de jaren 20 en 30 kubistisch worden genoemd. Er is bijvoorbeeld een groot stilistisch contrast tussen enerzijds de kubistische werken ‘Funérailles du maréchal Foch’ (1931) en anderzijds ‘Nappes et serviettes’ (1932) of het figuratieve ‘Route à Ploubazlanec’ (1932).
Door de slechter wordende economische situatie in het begin van de jaren dertig van de 20e eeuw was Lapicque genoodzaakt weer betaald werk te zoeken. Tussen 1931 en 1943 werkte hij als assistent bij het natuurkundig laboratorium van de Sorbonne in Parijs. Hij hield zich daar onder andere bezig met onderzoek naar kleurperceptie dankzij de financiële steun van zijn schoonvader en een beurs van de Caisse Nationale de la Recherche Scientifique.. Hij ontwikkelde een nieuwe kleurtheorie waarbij de gangbare opvatting over de kleurprioriteit in ruimtelijke voorstellingen werd omgekeerd. In zijn theorie moet blauw worden gebruikt voor nabijgelegen vlakken en geel, oranje en rood voor verder weg gelegen en minder grijpbare vlakken en objecten. Deze inzichten werden neergelegd in een essay ‘Rouge et le Bleu dans les Arts’ (1935).
In 1936 ontmoette hij de filosoof Gabriel Marcel en via hem Jean Wahl. Hierdoor ontwikkelde hij een grote belangstelling voor filosofische en esthetische vraagstukken.
In 1937 kreeg hij de opdracht voor het maken van een vijftal grote wandschilderingen voor het Palais de la Découverte in Parijs. Voor een van deze werken ‘La synthèse organique’ met een oppervlakte van 100 m² ontving hij een eremedaille bij de Wereldtentoonstelling van 1937. In deze jaren was hij bovendien zeer actief op muziekgebied. Hij speelde klarinet, fagot, trombone en de Franse hoorn. In 1938 sloot hij zijn studie in de natuurwetenschappen af met een dissertatie over de optische kenmerken van het oog en de waarneming van kleuren (l’Optique de l’oeil et la Vision des couleurs). In artistiek opzicht schiep hij in zijn schilderijen een synthese tussen de veelvormige ruimte van het kubisme en de in kleuren gefragmenteerde vormen van gebrandschilderde ramen. Conform zijn eigen kleurtheorie nam het gebruik van rood en blauw in deze periode in zijn werken een opvallende plaats in. Overigens kan niet al het werk uit de jaren 20 en 30 kubistisch worden genoemd. Er is bijvoorbeeld een groot contrast tussen het kubistische ‘Funérailles du maréchal Foch’ uit 1931 en het figuratieve ‘Route à Ploubazlanec’ uit 1931.

## 1939-1945
Bij het uitbreken van de Tweede Wereldoorlog in 1939 werd Lapicque gemobiliseerd en tewerkgesteld bij het Centre National de la Recherche Scientifique. Samen met Antoine de Saint-Exupéry onderzocht hij de mogelijkheden voor het toepassen van nachtkijkers en camouflagetechnieken voor vliegtuigen. In 1940 werd hij gedemobiliseerd en kort daarna exposeerde hij met een groot aantal jonge Franse kunstenaars. Deze tentoonstelling onder de naam ‘Vingt jeunes peintres de tradition française’ was de eerste manifestatie van de avant-gardistische schilderkunst in de bezettingsperiode. Lapicque had in zijn studietijd niet deelgenomen aan het artistieke sociale leven. Zijn in afzondering tot stand gekomen werken in rood en blauw contrasteerden sterk met de heersende opvattingen. Dit werk kreeg op de expositie veel aandacht. Bijzonder is dat Lapicque in staat was zijn theoretische inzichten over de waarneming van kleuren en in het bijzonder de betekenis van blauw en rood, in zijn schilderijen te demonstreren.
In 1942/43 bracht Lapicque het perspectief, dat hem als ingenieur zeer vertrouwd was, weer terug in zijn schilderijen. Onder invloed van het kubisme week hij wel af van de klassieke perspectiefopvattingen. Daardoor ontstonden er in zijn schilderijen als het ware meerdere perspectieven. Bovendien werden landschapselementen als huizen, stenen muurtjes en bomen transparant in de scène geplaatst, zodat ‘erdoorheen gekeken’ kon worden. Dat is goed te zien in het schilderij ’ Le Roque-Baignard’ uit 1943. Hij had 1943 een contract bij Galerie Louis Carré gekregen en daarom zijn werk aan de universiteit opgegeven.

## 1945-1946
Hoewel Lapicque in de oorlogsperiode clandestien de verboden kustzone in zijn geliefde Bretagne had bezocht, had hij zich moeten beperken tot wandelingen in het gebied rond Parijs. Toen de oorlog voorbij was, keerde hij naar Bretagne terug. In 1946 hield hij samen met Jean Bazaine en Maurice Estève een expositie bij Galerie Louis Carré.
In Bretagne ontstond een serie schilderijen waarin de zee het overheersende thema was. Op die schilderijen is een stelsel van slingerende lijnen te zien als een abstractie van de steeds aanwezige zee. Later verschenen die gebogen lijnen ook in zijn landschapsschilderijen om de suggestie van dynamiek te verbeelden.

## 1948-1952
Een belangrijk werk uit deze periode is de impressie van de Slag bij Waterloo, geschilderd in 1949. Hij maakte het na een grondige bestudering van het oorspronkelijke slagveld. In 1950 kwam een serie schilderijen tot stand met befaamde krijgsheren uit de wereldgeschiedenis, waaronder Attila de Hun en Dzjengis Khan. Lapicque liet zich daarbij inspireren door de verzameling historische wapenrustingen aanwezig in het Musée des Invalides in Parijs. Veel aandacht had Lapicque in deze periode voor paardenrennen en maneges. In 1950 en 1951 ontstond een serie schilderijen rond dit thema.
Lapicque had een officiële aanstelling als ‘schilder van de Marine’. Hij bezat zelf een klein jacht dat hij met name in de zomermaanden gebruikte. Ook in zijn ‘Regatta’ schilderijen paste hij de techniek van de transparantie toe. Hij probeerde daarmee de illusie van beweging vorm te geven. Hij wilde de klassieke visie, waarin ruimte slechts op een manier bekeken kon worden, terzijde schuiven.

## 1953-1960
In 1953 kreeg Lapicque de Raoul Dufy prijs tijdens de Biennale van Venetië. Dat stelde hem in staat gedurende een aantal perioden in Venetië te werken. De Venetiaanse schilderijen zijn figuratiever dan de werken uit de periode ervoor. Veel inspiratie putte Lapicque uit de vele barokke kunstwerken die in Venetië te zien zijn.
In 1956 werkte Lapicque aan een serie Bretonse landschappen en in 1957 bezocht hij Rome. Hij legde de sfeer van de stad en haar monumenten vast in een serie schilderijen, waarin geëxperimenteerd werd met geel en rood voor de luchten, zoals in het zestal werken met de titel ‘Vue de Rome’ uit 1958.
In 1958 en 1959 was hij gedurende twee reizen aan boord van een van de Franse marineschepen met een serie schilderijen over vlootmanoeuvres als resultaat (onder meer 13 schilderijen met de titel ‘Manoeuvres au large de Brest’ uit 1959).

## 1960-1970
Al sinds zijn militaire dienst in de Eerste Wereldoorlog, waar hij bij de veldartillerie met paarden werkte, had Lapicque een fascinatie voor dieren. Hij bezocht regelmatig dierentuinen en maneges om dieren te observeren. Tussen 1960 en 1963 ontstond een aantal werken waarin tijgers en leeuwen figureerden. Ze tonen zijn uitzonderlijk talent voor het gebruik van kleurcontrasten.
In 1964 maakte hij een lange reis naar Griekenland. Elementen uit de Griekse mythologie werden in zijn werken gekoppeld aan indrukken opgedaan in het Griekse landschap. Intens kleurgebruik met veel rood en violet is typerend voor deze serie. Daarna volgen schilderijen rond het thema tennis (1965), muziek (1966-1967), Golgotha (1968) en Bourgondië (1970)

## 1970-1988
Lapicque bleef onvermoeibaar reizen. Hij reisde naar Spanje (1973), Nederland (1974), het gebied van de Loire en Aix-en-Provence (1980). Steeds vond hij tijdens deze reizen inspiratie voor thema’s in zijn schilderijen. In 1979 ontving hij de Grand prix nationale de peinture.
Naast schilderijen vervaardigde Lapicque tussen 1969 en 1972 ook metaalsculpturen en tapijtontwerpen. Van hem zijn ook etsen en steendrukken bekend. Verschillende boekuitgaven werden door hem van illustraties voorzien.
Lapicque overleed op 15 juli 1988 in Orsay. Zijn werk maakt nu deel uit van de collecties van tal van musea in Frankrijk. Ook musea in Brussel, Kopenhagen, Essen, München en Stuttgart hebben zijn schilderijen in hun collectie. In Noord-Amerika is zijn werk aanwezig in musea in New York, Ottawa en Toronto.
In 1989 gaven de Franse posterijen een herdenkingszegel uit met een afbeelding van Regates vent arrière uit 1952.
- Bibliothèque nationale de France: cb12020417p (data)
- Gemeinsame Normdatei: 118569686
- International Standard Name Identifier: 0000 0001 2118 5436
- Library of Congress Control Number: n50037712
- Musée national d'archéologie, d'histoire et d'art: lkl000981
- Nationale Bibliotheek van Tsjechië: xx0162004
- Nationale Bibliotheek van Israël: 987007506115505171
- Nederlandse Thesaurus van Auteursnamen: 069594740
- RKD-Nederlands Instituut voor Kunstgeschiedenis: 48084
- Système universitaire de documentation: 02732818X
- Trove: 1271808
- Union List of Artist Names: 500000059
- Virtual International Authority File: 4943033
- WorldCat: E39PBJw4GtVRWTRh7pXt34HjYP